# 精神日本人
精神日本人（せいしんにほんじん、ジンシェンジーベンジェン、拼音: Jīngshén rìběn rén）とは、中華人民共和国で精神的に自らを日本人とみなしている若者を指すインターネットスラングである。精日と略称されるほか、精日分子（せいにちぶんし、ジンジーフェンズ、拼音: Jīng rì fēnzǐ）とも呼ばれる。
なお、中国共産主義青年団の見解では、日本の漫画やアニメを好んだり日本料理を食べたり日本文化を愛することは、「精神日本人」ではないとする。
「精神日本人」とは、熱狂的な日本軍国主義の特徴を持ち、自分の国家や民族への冒涜や侮辱の上に築かれているとする。そしてこれは興味や愛好の範囲を超えているとし(例：旧日本軍の軍服を好んで着用し、インターネット上にこれらのコスプレ写真をアップロードする、抗日戦争の英雄を過小評価する等)、「哈日族」や「親日」とは明確に区別される。

## 政府の対応
2018年2月22日には、南京の警察当局は南京戦の激戦地で、旧日本軍の軍服を着て記念撮影をしていた中国人男性を拘束した。3月8日の全国人民代表大会での記者の精神日本人に関する質問に対して、王毅外交部長（外務大臣）は激怒した表情で「中国人のクズだ（中国人的败类）」と吐き捨てるように答えた。
2018年3月8日、精神日本人の問題から全国政治協商会議で国家と民族の尊厳保護のための新法が提案された。この提案には、「国旗法」「国章法」「国家法」に倣って国家と民族の尊厳を犯す行為を処罰する新法が呼びかけられている。提案書には文芸界の委員38人の名が添えられており、この中にはジャッキー・チェンも含まれていた。
2018年4月27日、中華人民共和国第13期全国人民代表大会常務委員会は第2回会議で中華人民共和国英雄烈士保護法を採択し、5月1日に施行された。 この法律によると、抗日英雄烈士の偉業と精神を冒涜及び否定し、侵略戦争と侵略行為を助長、美化し、騒乱を引き起こして公共の秩序を乱そうとする者は処罰されると定めている。
2019年には中国共産党の要人を豚に擬人化して風刺画を描いた漫画家と出版者が「歴史的事実を歪曲し、国家を侮辱し、中国人を侮辱した」容疑で逮捕される事案が発生している
。